# Luc Zanetton
Luc Rene Zanetton (ur. 20 marca 1996) – francuski zapaśnik walczący w stylu klasycznym. Brązowy medalista  mistrzostw śródziemnomorskich w 2015 i 2016. Trzeci na mistrzostwach Francji w 2015 i 2016